# Fulvio Mosca
Fulvio Mosca (Trieste, 31 maggio 1935) è un ex calciatore italiano, di ruolo centrocampista.

## Carriera
Gli infortuni hanno segnato la sua carriera. Dopo 2 anni nelle giovanili della Sampdoria è passato al Marzotto. Terminata l'esperienza a Valdagno si è trasferito al Palermo, con la cui maglia ha partecipato al campionato di Serie B nella stagione 1960-1961 (27 presenze e 2 reti) e di Serie A nella stagione 1961-1962 (10 presenze). In seguito ha giocato a Monza e Portogruaro in Serie B e C.